# 100 % grec
Pour les articles homonymes, voir Académie de Platon (homonymie).
Pour plus de détails, voir Fiche technique et Distribution.
100 % grec ou L’Académie de Platon (Ακαδημία Πλάτωνος, Akadimía Plátonos) est un film germano-grec réalisé par Fílippos Tsítos et sorti en 2009.

## Synopsis
Dans le quartier athénien d’Akadimía Plátonos, Stavros possède une petite boutique où il vend tabac, chips, confiseries, etc. Il passe son temps à discuter avec les deux autres patrons de boutiques similaires de la rue, en comptant les Chinois qui ouvrent des boutiques dans la rue. Leur compte est sans fin car de nouvelles boutiques ouvrent toujours. Ils ne s'arrêtent de compter que lorsqu'un Albanais passe dans la rue. Là, ils ouvrent les paris : le chien va-t-il ou non aboyer sur l'Albanais. Ils passent ainsi leur temps. Stavros doit aussi s'occuper de sa mère qui a fait une attaque (et qui depuis ne parle plus qu'albanais), donc elle est constamment avec lui. De plus, la femme de Stavros l'a quitté.
Un jour, un Albanais passe dans la rue et se fait aboyer dessus. C'est alors qu'il reconnaît la mère de Stavros : c'est sa propre mère qu'il cherche depuis des années.

## Fiche technique
- Titre : 100 % grec ou L'Académie de Platon
- Titre original : Ακαδημία Πλάτωνος (Akadimía Plátonos)
- Réalisation : Fílippos Tsítos
- Scénario : Fílippos Tsítos et Alexandros Kardaras
- Direction artistique : Spyros Laskaris
- Décors : Spyros Laskaris
- Costumes : Christina Chantzaridou
- Photographie : Polydefkis Kyrlidis
- Son :Vaggelis Zelkas et Costas Varibopiotis
- Montage : Dimitris Peponis
- Musique : Enstro
- Production :  Centre du cinéma grec, ZDF, Arte, ERT avec le soutien d'Eurimages et MEDIENBOARD-BERLIN BRANDENBURG MEDIA PROGRAMME
- Pays d'origine :  Grèce -  Allemagne
- Langue : grec - albanais
- Format :  Couleurs Dolby stéréo
- Genre : Comédie dramatique
- Durée : 103 minutes
- Dates de sortie : 
  - Suisse : 13 août 2009 (Festival international du film de Locarno)
  - Grèce : 15 octobre 2009
  - France : 2 décembre 2009 (Panorama du cinéma grec)

## Distribution
- Antonis Kafetzopoulos
- Anastasis Kozdine
- Giorgos Souxes
- Maria Zorba

## Récompenses et distinctions
- Léopard du meilleur acteur, Premier prix, troisième prix du jury de la jeunesse au Festival international du film de Locarno
- Meilleur film au festival de Tirana